# Jost Schmithals
Jost Schmithals (* 1959 in Essen) ist ein deutscher Kirchenmusiker, Chorleiter und Organist.

## Biographie
Jost Schmithals studierte Evangelische Kirchenmusik und Künstlerisches Orgelspiel an der Musikhochschule Köln. Er legte dort seine staatlichen Diplomprüfungen in diesen beiden Fachrichtungen ab und studierte außerdem an der Ruhr-Universität Bochum Musikwissenschaft und Mathematik.
Von 1974 bis 1986 war Jost Schmithals, parallel zu Schule und Studium, als nebenberuflicher Kirchenmusiker in Hagen-Berchum tätig. Von 1987 bis 2014 war er Inhaber der A-Kirchenmusikerstelle in Höxter an den beiden historischen Evangelischen Kirchen, der Kilianikirche und der Marienkirche. Dort ist er als Kantor und Organist der Evangelischen Kirchengemeinde Höxter für die Leitung der Chöre, den Orgeldienst und das Konzertmanagement zuständig.
Im Evangelischen Kirchenkreis Paderborn bekleidet Jost Schmithals seither auch das Amt des Kreiskantors für den östlichen Teil (Kreis Höxter), und er wirkt in dieser Eigenschaft auch als Dozent bei der Kirchenmusikerausbildung der Evangelischen Kirche von Westfalen mit. In den Jahren 1991 bis 1998 war er zusätzlich Synodalbeauftragter für die Bläserarbeit im Kirchenkreis Paderborn.
Jost Schmithals war als Organist verantwortlich für die Restaurierung der Barockorgel in Hagen-Berchum (1976) und für die grundlegende Sanierung und Neukonzeption der durch Bleikorrosion schwer gefährdeten barocken Denkmalorgel der Kilianikirche Höxter (1998–2004).
Schwerpunkte seiner Arbeit bilden auch die Bereiche Pop-/Gospelchor und Kinderchor. Überregionale Beachtung findet sein innovatives Konzept internetbasierter Chor-Workshops („Bachkantaten zum Mitsingen“ mit Online-Vorbereitung).
Jost Schmithals ist verheiratet mit der Grafik-Designerin Sabine Schmithals, und er hat zwei Söhne.

## Auszeichnungen
Im Jahre 1999 wurde Jost Schmithals von der Evangelischen Kirche von Westfalen für seine besonderen Leistungen auf kirchenmusikalischem Gebiet mit dem Titel Kirchenmusikdirektor ausgezeichnet.

## Schriften
- Jost und Sabine Schmithals: Die Orgel in der Kilianikirche Höxter – Festschrift zur Wiedereinweihung am 13. Juni 2004. Höxter 2004.

## Kompositionen
- Auftragskompositionen für das Posaunenwerk der Evangelischen Kirche in Deutschland in: Lass dir unser Lob gefallen. Band 3, Strube Edition 2022, Essen 1984.
- Auftragskompositionen für die Posaunenwerke in Deutschland in: Vorspiele für Bläser zum Evangelischen Gesangbuch. Strube Edition 2085 ISMN M-2009-0841-1.
- Auftragskompositionen für die Posaunenwerke Niedersachsen/Bremen in: Vorspiele für Bläser zum Regionalteil Niedersachsen/Bremen. Strube Edition 2116, ISMN M-2009-1533-4.
- Auftragskompositionen für die Posaunenwerke Westfalen, Rheinland, Lippe u. a. in: Vorspiele für Bläser zum Regionalteil West. Strube Edition 2129, ISMN M-2009-1729-1.
- Bläservariationen über Schlaf, mein Kindlein. in: Hans-Jürgen Lange (Hrsg.): ... und schenkt uns seinen Sohn. ISMN M-2009-1707-9.
- Kompositionen und Arrangements für die Gemeindepraxis (Chor, Gospelchor, Kinderchor, Posaunenchor, Orgel, Trompete und Orgel) im Eigenverlag der Ev. Kirchengemeinde Höxter.